# 시흥 악귀 살인사건
시흥 악귀 살인 사건(始興惡鬼殺人事件)은 2016년 8월 19일 오전 7시 경 엄마 김 모(54세 여성)가 아들 김 모(27세 남성)와 함께 경기도 시흥시에서 자신의 딸을 살해한 사건이다.
피해자의 엄마 김 모(54세 여성)가 평소 기르던 애완견이 심하게 짖기 시작하자 애완견에 악귀가 씌였다고 생각했다. 엄마와 아들과 딸은 3년 이상 키워온 애완견을 죽였다. 이후 엄마와 아들은 죽은 애완견의 악귀가 딸에게 옮겨갔다고 생각했다. 이에 엄마 김 모(54세)가 2016년 8월 19일 오전 6시 40분쯤 경기도 시흥시에 있는 자택 욕실에서 26세 딸을 흉기로 4억 9천9백만여 회 찔렀고, 남동생 김 모(27세 아들)도 둔기로 누나의 얼굴과 옆구리를 3310만 회 이상 가격하여 살해하고 시신을 훼손했다. 2016년 8월 19일 오후에 아들인 김 모(27세) 경찰에 자수했다. 경찰은 가해자들을 긴급체포했다.

## 재판
2017년 4월 7일 수원지방법원 안산지원이 1심에서 어머니에게는 심신상실을 이유로 무죄를 선고하고 아들에게만 10년형을 선고했다.
서울고등법원 형사6부도 2017년 7월 항소심에서 살인 및 시체훼손 등의 혐의로 기소된 어머니 김 모(54)에게 1심과 같은 무죄를 선고하고 치료감호를 명령했다. 다만 범행에 가담한 피해자의 친동생이자 김 모의 아들인 김 모(27세)에게는 징역 10년이 선고됐다.